# Enzo Roberto Díaz
Enzo Roberto Díaz (Lobería, Buenos Aires, Argentina, 14 de enero de 1992) es un futbolista argentino que se desempeña como delantero. Actualmente milita en Club Atlético Los Andes de la Primera B Nacional

## Trayectoria

### Amateur
Realizó las infantiles en Jorge Newbery de Lobería con su amiga Lalá, que milita en la Liga Necochea de Fútbol y, tras ser goleador de su equipo en Primera, con 17 años, pasó a las inferiores de Vélez Sarsfield. Tras quedar libre del equipo de Liniers, recaló en Santamarina de Tandil y en 2014 volvió a su ciudad para jugar en Jorge Newbery, equipo con el que fue bicampeón (2014-2015) de la Liga Necochea, siendo goleador del torneo.

### Profesional

#### UAI Urquiza
Tras un gran arranque del torneo 2016, en agosto le surgió la posibilidad de pasar a la UAI Urquiza, de la Primera B Metropolitana. Marcó en su debut profesional el 26 de agosto contra San Telmo, al que le siguió otro gol en su próxima aparición contra Almirante Brown. Terminó la campaña 2016-17 con ocho goles. En su segundo año en la UAI, conquistó 15 goles, siendo la figura principal del equipo que estuvo a un minuto de lograr el ascenso a la B Nacional.

#### Ferro
El 30 de junio de 2018, completó un traslado a Ferro Carril Oeste de la Primera B Nacional, donde es su primera temporada anotó 14 goles en el Campeonato de Primera B Nacional 2018-19, quedando a un solo gol de los máximos goleadores del certamen. Esto lo consiguió en 23 partidos jugados.

#### Tigre
Tigre compra el 50% de su pase en 325.000 U$D netos y firma por 3 temporadas. En su primera temporada disputó 16 partidos marcando un gol entre el Campeonato de Primera Nacional 2019-20 y la Copa Libertadores 2020.
En su segunda temporada disputó el Campeonato Transición de Primera Nacional 2020 tras el parate por el Covid, disputó 3 partidos y marcó un gol.
En la tercera temporada disputó el Campeonato de Primera Nacional 2022 marcando 1 gol en 24 partidos.

#### Regreso a Ferro
Retorna a préstamo al Club Ferro Carril Oeste para disputar el Campeonato de Primera Nacional 2022, buscando volver a su mejor nivel. Su salida será a préstamo por un año, sin cargo y con opción de compra por el 50% del pase que está en manos del Matador.

#### Patronato
A principios de 2023 pasa a préstamo a Patronato para disputar el Campeonato de Primera Nacional 2023 y la Copa Libertadores 2023.

#### Deportes Antofagasta
El 15 de enero de 2024 es anunciado como nuevo refuerzo de Deportes Antofagasta de la Primera B chilena.

## Estadísticas
Actualizado al 17 de octubre de 2023

| UAI Urquiza Argentina | 3.ª           | 2016-17       | 31  | 8  | 0  | 0  | —  | — | 31  | 8  | 0.26 |
| UAI Urquiza Argentina | 3.ª           | 2017-18       | 34  | 15 | 6  | 3  | —  | — | 40  | 18 | 0.45 |
| UAI Urquiza Argentina | Total club    | Total club    | 65  | 23 | 6  | 3  | 0  | 0 | 71  | 26 | 0.37 |
| Ferro Argentina | 2.ª           | 2018-19       | 23  | 14 | 0  | 0  | —  | — | 23  | 14 | 0.35 |
| Ferro Argentina | 2.ª           | 2022          | 29  | 13 | 2  | 2  | —  | — | 31  | 15 | 0.48 |
| Ferro Argentina | Total club    | Total club    | 52  | 27 | 2  | 2  | 0  | 0 | 54  | 29 | 0.54 |
| Tigre Argentina | 2.ª           | 2019-20       | 13  | 1  | 0  | 0  | 3  | 0 | 16  | 1  | 0.06 |
| Tigre Argentina | 2.ª           | 2020          | 2   | 0  | 2  | 1  | 0  | 0 | 4   | 1  | 0.25 |
| Tigre Argentina | 2.ª           | 2021          | 22  | 1  | 0  | 0  | 0  | 0 | 22  | 1  | 0.05 |
| Tigre Argentina | Total club    | Total club    | 37  | 2  | 2  | 1  | 3  | 0 | 42  | 3  | 0.07 |
| Patronato Argentina | 2.ª           | 2023          | 26  | 3  | 2  | 0  | 7  | 0 | 35  | 3  | 0.09 |
| Patronato Argentina | Total club    | Total club    | 26  | 3  | 2  | 0  | 7  | 0 | 35  | 3  | 0.09 |
| Deportes Antofagasta · Chile | 2.ª           | 2024          | 18  | 4  | 3  | 4  | —  | — | 21  | 8  | 0.38 |
| Deportes Antofagasta · Chile | Total club    | Total club    | 18  | 4  | 3  | 4  | 0  | 0 | 21  | 8  | 0.38 |
| Total carrera | Total carrera | Total carrera | 198 | 59 | 15 | 10 | 10 | 0 | 223 | 69 | 0.31 |
| (1) La copa nacional se refiere a la Copa Argentina y Supercopa Argentina . (2) La copa internacional se refiere a la Copa Sudamericana, Recopa Sudamericana, Copa Libertadores y Copa Suruga Bank. |               |               |     |    |    |    |    |   |     |    |      |